# Sveriges folk- och bostadsräkning 1980
Sveriges folk- och bostadsräkning 1980 var den sjuttonde folkräkningen i Sverige sedan grundandet av Statistiska centralbyrån. Folkräkningen registrerade 8 320 438 invånare, varav 4 122 198 män och 4 198 240 kvinnor.